# Феціца Христина Миколаївна
Христина Миколаївна Феціца (нар. 20 травня 1984, с. Горішня Вигнанка, Тернопільська область) — український волонтер, громадський діяч. Керівник Логістичного центру допомоги бійцям АТО/ООС. Депутат Тернопільської міської ради (2020).

## Життєпис
Христина Феціца 20 травня 1984 року в селі Горішня Вигнанка, нині Чортківської громади Чортківського району Тернопільської области України.
Навчалася в гімназії імені Маркіяна Шашкевича, музичній та спортивній школах м. Чорткова. Закінчила юридичний інститут Тернопільського національного економічного університету(нині - Західноукраїнський національний університет) (з відзнакою), військову катедру на базі юридичного інституту Національної академії сухопутних військ імені гетьмана Петра Сагайдачного (2021, спеціальність — військова психолог, молодший лейтенант).
Була юристкою. Допомагала вихованцям дитбудинків, брала участь в благодійних акціях.
Від 2014 року доправляє волонтерську допомогу на фронт. До грудня 2022 року працювала у відділі Міністерства у справах ветеранів у Тернопільській області.

## Нагороди
- відзнака Президента України «Золоте серце» (9 грудня 2022) — за вагомий особистий внесок у надання волонтерської допомоги та розвиток волонтерського руху, зокрема під час здійснення заходів із забезпечення оборони України, захисту безпеки населення та інтересів держави у зв'язку з військовою агресією Російської Федерації проти України та подолання її наслідків[10];
- відзнака Тернопільської міської ради (22 серпня 2022) — за активу громадянську позицію, волонтерську діяльність по наданню допомоги Збройним Силам України[11];
- увійшла до рейтингу «100 кращих тернополян»[12];
- лауреат конкурсу «Людина року-2022» на Тернопільщині[13].